# Parsley, Sage, Rosemary and Thyme
Parsley, Sage, Rosemary and Thyme je třetí album dvojice Simon & Garfunkel vydané 10. října 1966. Název alba pochází z druhého verše první skladby alba, "Scarborough Fair/Canticle", anglické lidové písně ze 16. století. Album dosáhlo na 4. místo amerického žebříčku. Producentem alba byl Bob Johnston. Vydáno bylo společností Columbia Records jako LP CL 2563 (mono); CS 9363 (stereo); CD CK 9363; remasterováno CD CK 66001.
Skladba "Homeward Bound", čtvrtá na albu, byla z britského vydání odstraněna, protože byla uvedena již na britské verzi alba Sounds of Silence.
V roce 2003 se album umístilo na 201. pozici žebříčku 500 nejlepších alb časopisu Rolling Stone.

## Seznam skladeb
Pokud není uvedeno jinak autorem skladeb je Paul Simon
1. "Scarborough Fair/Canticle" (tradicionál, úprava Paul Simon, Art Garfunkel) – 3:10 
Nahráno: 26. červenec 1966
2. "Patterns" – 2:42 
Nahráno: 8. červen 1966
3. "Cloudy" (Paul Simon, Bruce Woodley) – 2:10 
Nahráno: 10. červen 1966
4. "Homeward Bound" – 2:30 
Nahráno: 14. prosinec 1965
5. "The Big Bright Green Pleasure Machine" – 2:44 
Nahráno: 15. červen 1966
6. "The 59th Street Bridge Song (Feelin' Groovy)" – 1:43 
Nahráno: 16. srpen 1966
7. "The Dangling Conversation" – 2:37 
Nahráno: 21. červen 1966
8. "Flowers Never Bend with the Rainfall" – 2:10 
Nahráno: 22. prosinec 1965
9. "A Simple Desultory Philippic (Or How I Was Robert McNamara'd into Submission)" – 2:12 
Nahráno: 13. červen 1966
10. "For Emily, Whenever I May Find Her" – 2:04 
Nahráno: 22. srpen 1966
11. "A Poem on the Underground Wall" – 1:52 
Nahráno: 13. červen 1966
12. "7 O'Clock News/Silent Night" (Josef Mohr, Franz Gruber) – 2:01 
Nahráno: 22. srpen 1966

### Bonusy (na CD z roku 2001)
1. "Patterns" (Demo) 
Nahráno: 7. červen 1966
2. "A Poem on the Underground Wall" (Demo) 
Nahráno: 12. červen 1966

## Hudebníci
- Paul Simon – zpěv, kytara
- Art Garfunkel – zpěv, klavír
- Joe South – kytara[zdroj?]
- Carol Kaye – basová kytara v Scarborough Fair/Canticle a Homeward Bound[2]
- Eugene Wright (kontrabas) a Joe Morello (bicí) Dave Brubeck Quartet v The 59th Street Bridge Song[zdroj?]
- Roy Halee – producent a režisér[3]
- hlas hlasatele zpráv v 7 O'Clock News/Silent Night Charlie O'Donnell[zdroj?]